# Parker (Texas)
Parker é uma cidade localizada no estado norte-americano do Texas, no Condado de Collin.

## Demografia
Segundo o censo norte-americano de 2000, a sua população era de 1379 habitantes.
Em 2006, foi estimada uma população de 2630, um aumento de 1251 (90.7%).

## Geografia
De acordo com o United States Census Bureau tem uma área de
13,4 km², dos quais 13,4 km² cobertos por terra e 0,0 km² cobertos por água.

## Localidades na vizinhança
O diagrama seguinte representa as localidades num raio de 12 km ao redor de Parker.